# Hiwis
Hiwi (ˈhiːviː) é uma palavra alemã que significa "assistente voluntário" (Hilfswilliger) ou "cientista assistente" (Hilfswissenschaftler).

## Hilfswilliger

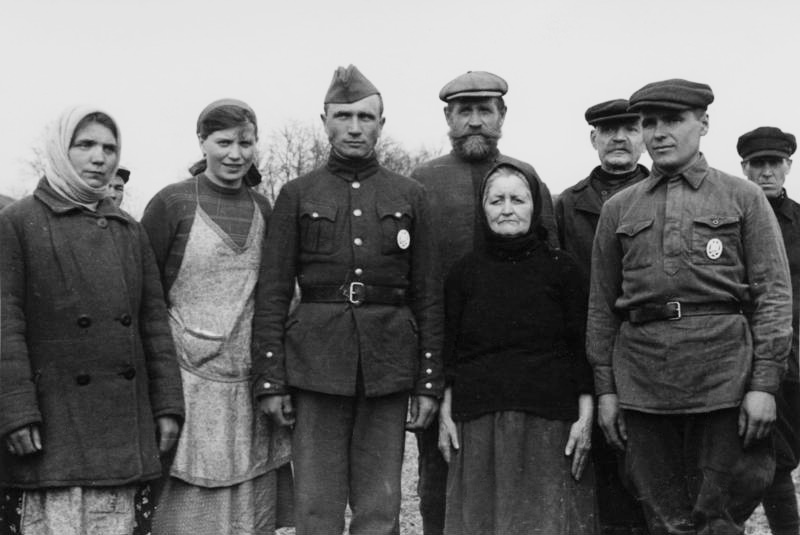
Dois voluntários russos na Wehrmacht condecorados com a General Assault Badge.

O termo se tornou popular durante a Segunda Guerra Mundial quando os alemães alistavam voluntários nos territórios ocupados do leste para serviços suplementares (motoristas, tradutores, propagandistas, editores de jornais, soldados, agentes policiais, caçadores de partisans, cozinheiros, atendentes de hospital, etc.) ao todo 2 600 000 pessoas serviram como voluntários no leste ocupado durante a guerra .

## Literatura
- Ordinary men : Reserve Police Battalion 101 and the Final Solution in Poland, New York : HarperCollins, 1992.